# Paragnetina acutistyla
Paragnetina acutistyla är en bäcksländeart som beskrevs av Wu, C.F. 1973. Paragnetina acutistyla ingår i släktet Paragnetina och familjen jättebäcksländor. Inga underarter finns listade i Catalogue of Life.